# PlayStation
PlayStation (яп. プレイステーション Пурэйсутэ:сён,  официальное сокр. PS; известна также как PS1 или по кодовому названию PSX) — игровая приставка пятого поколения, разработанная компанией Sony Computer Entertainment под руководством Кэна Кутараги. Выход приставки состоялся 3 декабря 1994 года в Японии, в США приставка появилась 9 сентября 1995 года, а в Европе — 29 сентября 1995 года. Приставка является первой игровой системой в линейке PlayStation. В 2000 году вышла обновлённая версия приставки под названием PSone, которая отличалась от оригинальной PlayStation значительно меньшим размером. Приставка оказалась очень популярной, обеспечив Sony прорыв в игровой индустрии, где до того момента безраздельно властвовали Nintendo и Sega.
Компания Sony начала разработку PlayStation после неудачного сотрудничества с Nintendo по созданию периферийного модуля компакт-дисков для Super Nintendo Entertainment System в начале 1990-х годов. Приставка была в основном разработана Кэном Кутараги и японской компанией Sony Computer Entertainment, а дополнительная разработка была передана на аутсорсинг в Великобританию. При разработке приставки основное внимание уделялось трёхмерной полигональной графике. Процесс создания игр для PlayStation был оптимизирован и ориентирован на широкую аудиторию, что обеспечило поддержку многих сторонних разработчиков.
Приставка оказалась популярной благодаря обширной библиотеке игр, популярным франшизам, низкой розничной цене и агрессивному маркетингу среди молодёжи. Среди известных серий игр для PlayStation были Gran Turismo, Crash Bandicoot, Tomb Raider и Final Fantasy, которые породили многочисленные продолжения и способствовали росту продаж приставки. Игры для PlayStation продолжали продаваться до тех пор, пока 23 марта 2006 года компания Sony не прекратила производство приставки и её игр — более чем через одиннадцать лет после выпуска и менее чем за год до дебюта PlayStation 3. Всего для приставки было выпущено 7 918 игр, а общий объём продаж игр составил 962 миллиона единиц.
3 декабря 2018 года в честь 24-й годовщины выпуска оригинальной приставки была выпущена миниатюрная версия под названием PlayStation Classic, которая включает 20 предустановленных игр, таких как Grand Theft Auto, Final Fantasy VII, Tekken 3, Resident Evil.

## История

### Предыстория
PlayStation была задумана Кэном Кутараги, руководителем Sony, который управлял подразделением по разработке аппаратного обеспечения и был позже прозван «отцом PlayStation». Кутараги заинтересовался видеоиграми, увидев, что его дочь играет в игры на Famicom, игровой приставке от Nintendo. Кутараги продемонстрировал Nintendo возможности звукового процессора SPC-700 и убедил компанию использовать его в приставке Super Nintendo Entertainment System (SNES); его желание сотрудничать с Nintendo было вызвано как его восхищением Famicom, так и убеждённостью в том, что игровые приставки станут основными домашними развлекательными системами. Хотя Кутараги едва не уволили из-за того, что он работал с Nintendo без ведома Sony, исполнительный директор Sony Норио Ога распознал потенциал в чипе Кутараги и решил оставить его в качестве протеже.
Концепт проекта PlayStation уходит корнями в 1988 год, когда Nintendo подписала контракт с Sony на производство дополнительного привода компакт-дисков для SNES. На тот момент Nintendo выпустила привод гибких магнитных дисков в виде Family Computer Disk System в качестве дополнения к игровой приставке Famicom, и хотела использовать аналогичную стратегию и для SNES. Поскольку на тот момент уже был заключён контракт с Sony по разработке звукового процессора SPC-700, Nintendo также заключила ещё один контракт по разработке дискового дополнения для SNES, с предварительным названием SNES-CD.
Компания Sony стремилась закрепиться на быстро растущем рынке видеоигр. Будучи основным производителем не оправдавшего надежд домашнего компьютера формата MSX, Sony хотела использовать свой опыт в области потребительской электроники для производства собственного игрового оборудования. Хотя первоначальное соглашение между Nintendo и Sony касалось выпуска дополнения в виде привода компакт-дисков, Sony также планировала разработать SNES-совместимую приставку под собственной торговой маркой. Данная приставка должна была запускать как картриджи для SNES, так и новый формат компакт-дисков под названием «Super Disc», разработанный Sony. По условиям соглашения, Sony сохраняла за собой исключительные международные права на каждую проданную игру на дисках Super Disc, что давало компании значительную степень контроля, несмотря на лидирующие позиции Nintendo на рынке видеоигр. Кроме того, Sony должна была стать единственным получателем лицензий на музыку и кино, которые она планировала использовать активно.
Приставку планировалось представить на летней выставке Consumer Electronics Show (CES) 1991 года в Лас-Вегасе, под названием Play Station[sic]. Однако, перед этим, Хироси Ямаути, руководитель Nintendo, обнаружил в контракте, что тот даёт Sony очень много прав — фактически передавал той контроль над всеми играми, выпущенными для SNES-CD. Хотя Nintendo доминировала на рынке видеоигр, Sony обладала превосходным отделом исследований и разработок. Желая защитить существующую структуру лицензирования Nintendo, Ямаути отменил все планы по совместному выпуску SNES-CD, при этом не поставив Sony в известность. Затем он отправил президента Nintendo of America Минору Аракава и исполнительного директора Говарда Линкольна в Европу, чтобы обсудить более выгодный контракт с нидерландской компанией Philips, конкурентом Sony.
Кутараги и Нобуюки Идеи, директор Sony по связям с общественностью в то время, узнали о действиях Nintendo за два дня до начала выставки CES. Кутараги звонил по многочисленным адресам, включая Philips, но безрезультатно. В июне, в начале первого дня CES, Sony анонсировала партнёрство с Nintendo и свою новую приставку, Play Station. Но на следующий день произошло событие, которое обозревателями называется «величайшим предательством» в индустрии и крупнейшей ошибкой Nintendo: на сцену поднялся Говард Линкольн, но вместо ожидаемого подтверждения заключённого с Sony контракта он анонсировал разрыв данного соглашения и заключение нового контракта с компанией Philips. Событие стало шоком для многих представителей японского бизнес-сообщества, рассматривавших отказ как тяжёлое предательство — одна японская компания унижает другую японскую компанию в пользу европейской компании — для японских бизнесменов это выглядело немыслимо.

### Зарождение
Возмущённые отказом Nintendo, Ога и Кутараги решили, что Sony разработает собственную игровую приставку. После провала проекта с Nintendo возникли новые планы, на сей раз на партнёрство с Sega по созданию другой приставки, Sega Multimedia Entertainment System. Томас Калинске, на то время генеральный директор Sega, представил данное предложение совету директоров своей компании в Токио, однако они быстро наложили вето на эту идею. Калинске в интервью 2013 года вспоминал, что они говорили что «это глупая идея, Sony не знает как делать аппаратное обеспечение. Они также не знают как делать программное обеспечение. Зачем это нам нужно?». Это побудило Sony к прекращению исследований, но в конечном итоге компания решила использовать то, что она разработала и с Nintendo, и с Sega для того, чтобы превратить это в полноценную приставку, основанную на Super Famicom.
Несмотря на бурные события на выставке CES 1991 года, переговоры между Nintendo и Sony продолжались. Было предложено соглашение: Play Station будет иметь поддержку игр SNES при условии, что в ней будет по-прежнему использоваться аудиочип Кутараги и что лицензирование игр будет осуществлять Nintendo, а роялти Sony будут минимальны. В итоге было произведено, по различным оценкам, около 200 экземпляров прототипа SNES-CD. Многие в Sony по-прежнему были против её участия в индустрии видеоигр, а некоторые сотрудники осуждали Кутараги за то, что он поставил компанию под угрозу. В Sony в конце концов решили, что данный проект их не устраивает, и контакты с Nintendo были прекращены.
Чтобы определить судьбу проекта PlayStation, в июне 1992 года Ога возглавил совещание, на котором присутствовали Кутараги и несколько старших членов совета директоров Sony. Кутараги представил запатентованную систему на базе компакт-дисков, над которой он тайно работал и которая воспроизводила игры с захватывающей 3D-графикой. Кутараги был уверен, что его чип может вместить миллион логических вентилей, что в то время превышало возможности полупроводникового подразделения Sony. Он заявил, что 16-битная PlayStation, которая к тому же завязана на связях с ненадёжным партнёром, Nintendo, является тупиком. Единственной опцией — он рассуждал — является создание новой системы, способной работать с трёхмерной графикой с беспрецедентной скоростью. Несмотря на выросший энтузиазм Оги, большинство присутствовавших на собрании выступили против. Против выступили и старые руководители Sony, которые рассматривали Nintendo и Sega как производителей «игрушек». Противники считали, что игровая индустрия слишком культурно нестандартна, и утверждали, что Sony должна оставаться центральным игроком в аудиовизуальной индустрии, где компании хорошо знакомы друг с другом и могут вести «цивилизованные» деловые переговоры. После того, как Кутараги напомнил Оге о том унижении, которому он подвергся со стороны Nintendo, тот сохранил проект и стал одним из самых ярых сторонников Кутараги.
Ога перевёл Кутараги и девять членов его команды из главного офиса Sony в подразделение Sony Music Entertainment Japan (SMEJ), дочернюю компанию основной группы Sony, чтобы сохранить проект и поддержать отношения с Philips по проекту разработки дисков формата MMCD. Участие SMEJ оказалось решающим для раннего этапа разработки PlayStation, поскольку процесс производства игр в формате CD-ROM был похож на процесс производства аудио компакт-дисков, в котором музыкальное подразделение Sony имело значительный опыт. Работая в SMEJ, Кутараги сотрудничал с основателем Epic/Sony Records Сигэо Маруямой и Акирой Сато; оба они впоследствии стали вице-президентами подразделения, которое управляло делами PlayStation. Sony и SMEJ совместно учредили подразделение Sony Computer Entertainment (SCE) для работы в индустрии видеоигр. 27 октября 1993 года компания Sony публично объявила о выходе на рынок игровых приставок с новой разработкой PlayStation. По словам Маруямы, существовала неопределённость относительно того, на чем должна быть сделана основная ставка — на двухмерной графике, основанной на спрайтах, или на трёхмерной полигональной графике. После того, как Sony увидела успех игры Virtua Fighter от Sega в японских залах аркадных автоматов, направление развития PlayStation стало «мгновенно ясным», и трёхмерная полигональная графика стала основным направлением приставки. Президент SCE Терухиса Токунака позже отмечал «своевременный» выход Virtua Fighter, и что игра появилась «как раз в нужное время» и доказала, что возможно создание хороших игр с трёхмерной графикой.
Желая дистанционировать проект от неудачного предприятия с Nintendo, в начале 1994 года было анонсировано что приставка будет называться PlayStation-X — и при этом было заявлено, что она будет не мультимедийным продуктом, а полностью игровой машиной. Анонсированные технические характеристики приставки удивили других игроков в индустрии; к примеру президент Sega Хаяо Накаяма, по сообщениям, был настолько в ярости, что лично посетил аппаратное подразделение своей компании и устроил тому выговор. Результатом его тирады стало то, что в приставке Sega Saturn, находящейся к тому времени в разработке, появился дополнительный видеопроцессор. В январе и июне 1995 года компания Sony сформировала свои европейское и североамериканское подразделения, названные Sony Computer Entertainment Europe (SCEE) и Sony Computer Entertainment America (SCEA). В отличие от приставок Nintendo, новая система не продвигалась под маркой Sony; по словам Фила Харрисона, многие руководители Sony считали приставку «игрушкой» и опасались что бренд компании будет запятнан ассоциацией с ней.

### Разработка
Так как у Sony не было опыта в разработке игр — и руководители знали об этом — компания обратилась к сторонним разработчикам игр. Это контрастировало с подходом Sega и Nintendo, которые имели универсальные и хорошо оснащённые отделы по разработке аркадных игр и могли легко переносить успешные игры на свои домашние приставки. Недавно вышедшие приставки, такие как Atari Jaguar и 3DO, не получили достаточных продаж из-за отсутствия поддержки разработчиков, что побудило Sony удвоить свои усилия, чтобы заручиться поддержкой разработчиков аркадных игр. В мае 1993 года команда из Sony посетила более сотни компаний по всей Японии в надежде заинтересовать разработчиков игр технологической привлекательностью PlayStation. В результате серии переговоров Sony заручилась поддержкой Namco, Konami и Williams, а также 250 других групп разработчиков в одной только Японии. Namco, в частности, соперничала с Sega на рынке аркадных автоматов, и поэтому заинтересовалась возможностью издания игр на новой домашней приставке. Таким образом Sony обеспечила себе стартовую линейку новыми играми — например, Ridge Racer и Mortal Kombat III, с учётом того что Ridge Racer была одной из самых популярных аркадных игр на тот момент. В 1993 году управляющий директор Namco по исследованиям Шегеичи Накамура встретился с Кутараги с целью обсудить предварительные характеристики PlayStation. Впоследствии Namco создала на базе PlayStation аркадную плату Namco System 11 и разработала игру Tekken, которая должна была составить конкуренцию Virtua Fighter. System 11 появилась в аркадах за несколько месяцев до выхода PlayStation, с выходом аркадной игры Tekken в сентябре 1994 года.
Несмотря на то, что Sony заручилась поддержкой различных японских студий, к моменту проектирования PlayStation у неё не было собственных разработчиков. Для решения этого в 1993 году Sony купила европейскую компанию Psygnosis за 48 миллионов долларов США. Psygnosis занялась разработкой игр для будущей приставки — WipEout и Destruction Derby, — и это значило что Sony сможет подготовить больше стартовых игр к моменту запуска приставки. Ян Хетерингтон, соучредитель Psygnosis, позднее вспоминал что первые полученные компанией экземпляры PlayStation разочаровали его, и что приставка «не была пригодна к использованию» до тех пор, пока его команда не вмешалась в разработку. Хетерингтон часто конфликтовал с руководством Sony по поводу разных идей; в какой-то момент было предложено выпустить телевизор со встроенной PlayStation. В месяцы, предшествовавшие запуску PlayStation, в Psygnosis работало около 500 штатных сотрудников, которые занимались играми и помогали в разработке программного обеспечения.
Покупка Psygnosis также принесла и другую пользу компании — систему для разработки игр для приставки. Изначально Sony планировала поставлять рабочие станции Sony NEWS, основанные на дорогом процессоре R4000. Однако сотрудникам Psygnosis не понравилась идея использовать эти дорогие рабочие станции, и они попросили компанию SN Systems из Бристоля создать альтернативную систему разработки на базе обычных персональных компьютеров. Энди Беверидж и Мартин Дэй, владельцы SN Systems, ранее занимались поставками оборудования по разработке игр для других приставок, таких как Mega Drive, Atari ST и SNES. В итоге Psygnosis организовала на зимней CES 1994 года встречу SN Systems с представителями Sony, и на самой встрече был продемонстрирован прототип комплекта на двух платах для обычного персонального компьютера. Впечатлившись, компания Sony отказалась от планов по созданию рабочей станции в пользу предложения SN Systems, обеспечив тем самым более дешёвую и эффективную разработку программного обеспечения. Затем последовал заказ на более чем 600 систем, и вместе с ним SN Systems поставила Sony дополнительное программное обеспечение, такое как ассемблер, компоновщик и отладчик. SN Systems позже также производила комплекты разработки для будущих систем серии PlayStation, включая PlayStation 2, и в 2005 году была приобретена компанией Sony.
Sony стремилась сделать производство игр как можно более упорядоченным и всеобъемлющим, в отличие от относительно замкнутого подхода Sega и Nintendo. Фил Харрисон, тогдашний директор-представитель SCEE, считал, что акцент Sony на оказание помощи разработчикам позволил ускорить большинство трудоёмких аспектов разработки. Помимо предоставления программных библиотек, в штаб-квартирах SCE в Лондоне, Калифорнии и Токио располагались команды технической поддержки, которые при необходимости могли тесно сотрудничать со сторонними разработчиками. Питер Молиньё, который в то время владел компанией Bullfrog Productions, восхищался открытым подходом Sony к разработчикам программного обеспечения и высоко оценил её решение использовать персональные компьютеры в качестве платформы для разработки. Ещё одной стратегией, которая помогла привлечь разработчиков программного обеспечения, было использование в PlayStation дисков формата CD-ROM вместо традиционных картриджей. В отличие от других приставок, основанных на дисках, таких как 3DO, PlayStation могла быстро генерировать и синтезировать загруженные с компакт-диска данные, поскольку это прежде всего была система генерации изображений, а не система воспроизведения уже имеющихся данных.
Архитектура PlayStation и возможность взаимодействия с персональными компьютерами были удобны для многих разработчиков программного обеспечения. Использование языка программирования Си оказалось полезным на ранних стадиях разработки, поскольку он обеспечивал совместимость на случай, если разработчики решат внести изменения в аппаратное обеспечение. Sony использовала свободный компилятор GNU C, также известный как GCC, чтобы гарантировать короткое время отладки, поскольку он уже был знаком многим программистам. Несмотря на присущую гибкость, некоторые разработчики столкнулись с ограничениями из-за недостатка оперативной памяти консоли. Работая над бета-версиями PlayStation, Молиньё заметил, что её MIPS-процессор был не таким «резвым» по сравнению с быстрым ПК, и сказал, что его команде потребовалось две недели на перенос своего кода для ПК на комплекты средств разработки PlayStation и ещё две недели на достижение четырёхкратного увеличения скорости. Один из инженеров Ocean Software, одного из крупнейших европейских разработчиков игр в то время, отмечал что, учитывая ограничение в 3,5 мегабайта, выделение оперативной памяти является сложным аспектом. Кутараги говорил, что несмотря на то, что оперативную память можно было бы легко удвоить, команда разработчиков воздержалась от этого ради снижения розничной стоимости. По его словам, самой сложной задачей в разработке системы было сбалансировать высокую производительность, низкую стоимость и простоту программирования, и что он и его команда преуспели в этом.

### Запуск
PlayStation вышла в продажу в Японии 3 декабря 1994 года, спустя неделю после выхода её конкурентки Sega Saturn, по цене в 39 800 иен. Продажи в Японии начались с «оглушительного» успеха с длинными очередями в магазинах, и она продалась количеством в сто тысяч единиц в первый же день, и потом в два миллиона единиц за первые шесть месяцев нахождения на рынке. Через некоторое время возник серый рынок приставок, которые вывозились из Японии в США и Европу, и покупатели таких приставок платили большие суммы от 700 фунтов стерлингов.
Перед выходом в Северной Америке, Sega и Sony представили свои игровые приставки на первой Electronic Entertainment Expo, прошедшей в мае 1995 года. Сначала Sega провела анонс своей приставки Saturn, и анонсировала, что та будет выпущена по цене в 399 долларов США. Сразу после этого Олаф Олафссон, глава американского подразделения Sony, вызвал на сцену конференции главу разработки Стива Райса, который произнёс «$299» и покинул аудиторию под аплодисменты. Внимание к конференции Sony также привлекли внезапное появление Майкла Джексона и показ игр для приставки: WipEout, Ridge Racer и Tekken. Кроме этого, Sony анонсировала что в комплекте с приставкой игра Ridge Racer — как ожидалось ранее — поставляться не будет.
В Северной Америке PlayStation вышла в продажу 9 сентября 1995 года по объявленной ранее цене в 299 долларов США. К началу продаж было более 100 000 единиц предзаказов, и на рынке было 17 игр для приставки, при этом запуск прошёл успешно — в магазинах закончились запасы не только приставок, но и аксессуаров для неё. В Европе PlayStation вышла 29 сентября 1995 года, и наконец, в ноябре 1995 года в Океании. За первые четыре месяца — с сентября по конец 1995 года — продажи приставки в США составили 800 000 экземпляров. При этом, по словам президента Sony Computer Entertainment America (SCEA), соотношение проданных игр и приставок составило 4 к 1. Параллельно с выпуском была запущена рекламная кампания, которая использовала слоган «Живи в своём мире. Играй в нашем», стилизованный как «LIVE IN YUR WRLD. PLY IN URS». Также кратковременно использовался слоган «вы не готовы», записанный как «U R NOT E».
Обозреватели в целом положительно оценили новую приставку. Сотрудники журнала Next Generation оценили PlayStation через несколько недель после её запуска в Северной Америке. Они отметили, что, хотя центральный процессор «довольно посредственный», остальное аппаратное обеспечение, такое как графический и звуковой процессоры, «потрясающе мощно». Также они похвалили фокус на трёхмерной графике, положительно оценили комфорт от использования геймпада и удобство использования карт памяти. Дав системе 4,5 из 5 звёзд, они заключили, «чтобы преуспеть на этом чрезвычайно конкурентном рынке, вам нужно сочетание отличного оборудования, отличных игр и отличного маркетинга. Независимо от мастерства, удачи или просто глубоких карманов, Sony заработала три из трёх очков в первом этапе этой войны». При этом, журнал Famicom Tsūshin в мае 1995 года в специальном обзоре Game Machine Cross Review поставил PlayStation 19 баллов из 40.

### Успех на рынке и конкуренция с другими приставками
Одним из ключевых факторов успеха PlayStation был подход Sony к сторонним разработчикам. При запуске в Японии покупатели вначале отдавали предпочтение приставке Sega Saturn благодаря игре Virtua Fighter, которая на тот момент была самой популярной аркадой в стране. Обе приставки после запуска продавались поровну, однако со временем приставка от Sony вышла вперёд благодаря играм от сторонних разработчиков, в то время как внутренние проекты Sega застопорились. Sega и Nintendo использовали изоляционистский подход в разработке игр, уделяя основное внимание собственным проектам и оставляя сторонних разработчиков предоставленными самим себе. В то же время Sony прилагала усилия для оптимизации производства игр, предоставляя разработчикам ряд библиотек, которые постоянно обновлялись онлайн, а также обеспечила стороннюю техническую поддержку, и в некоторых случаях предоставляла прямую поддержку разработчикам. Например, в случае с разработкой Ridge Racer разработчики приставки лично помогали программистам Namco понять и использовать технологию и предоставленные библиотеки, которые на тот момент всё ещё были в процессе написания. К концу 1996 года в разработке находилось приблизительно 400 игр для PlayStation, по сравнению с 200 играми в разработке для Saturn и 60 для Nintendo 64.
В то время как целевой аудиторией рекламы Sega Saturn были игроки от 18 до 34 лет, PlayStation рекламировалась в основном, но не эксклюзивно, игрокам от 12 до 24 лет. Обе компании считали, что, так как молодые игроки обычно следуют за более старыми и опытными игроками, их привлекает реклама, ориентированная на подростков и взрослых. Кроме того, Sony обнаружила, что взрослые лучше всего воспринимают рекламу, ориентированную на подростков; по словам Ли Клоу, «Одна из первых вещей, которые мы обнаружили на ранних этапах, заключалась в том, что всем становится по семнадцать лет, когда они играют в видеоигры. Молодые люди ищут более лучшего игрока, который обычно немного старше и более талантлив. И потом, есть люди, которые только начинают работать, но когда они входят в свою комнату и садятся играть в видеоигры, они молодеют и снова становятся семнадцатилетними».
В 1996 году Sony из-за высокого спроса на игры выделила 12 миллионов долларов США на расширение завода по производству компакт-дисков в Спрингфилде, и наращивание производства с 4 до 6,5 миллионов дисков в месяц. PlayStation в Северной Америке продавалась вдвое быстрее Saturn, а после снижения цен обеих приставок до 199 долларов США разрыв увеличился. Кроме этого, некоторые магазины, такие как Kay Bee Toys, не продавали Saturn. Соотношение продаж PlayStation и Saturn в Европе в течение 1996 года было аналогичным, около трёх к одному. В Японии PlayStation понадобилось больше времени чтобы установить доминирование на рынке. Спустя два года после начала продаж Saturn и PlayStation в Японии, президент Sony Computer Entertainment Терухиса Токунака прокомментировал, что ни одна из них не удерживала лидерство в продажах на какой-либо значимый период времени.
После того как Saturn по продажам уступила PlayStation, следующим соперником приставке от Sony стала Ultra 64, позже переименованная в Nintendo 64. Nintendo попыталась убедить геймеров отложить покупку и дождаться выхода 64-битной приставки в 1996 году. Однако, решение Nintendo использовать в новой приставке картриджи стоило ей самого её ценного стороннего разработчика — Squaresoft. Компания Squaresoft разрабатывала Final Fantasy VII для Nintendo 64, но из-за нехватки места на картриджах и их высокой цены было решено перенести игру на PlayStation, которая для хранения данных использовала вместительные компакт-диски. Потеря Nintendo стала огромным приобретением для Sony — Final Fantasy VII добилась большого успеха и продалась количеством более 10 миллионов единиц.
Когда Nintendo 64 вышла в июле 1996 года в продажу в Японии, она продалась количеством в 350 000 экземпляров за первые три дня. В первые четыре месяца после начала продаж в Северной Америке Nintendo 64 продалась количеством в 500 000 экземпляров против 800 000 за аналогичный послестартовый период у PlayStation. При этом, в начале 1997 года продажи Nintendo 64 были больше продаж PlayStation и Saturn. Однако, после успешного стартового года, продажи в Соединённых Штатах упали, и причиной этого назывались дорогие игры, которые использовали картриджи, уступающие по ёмкости компакт-дискам. Nintendo 64 далее в пятом поколении продавалась лучше чем Sega Saturn, но уступала PlayStation. С этим Nintendo потеряла главенствующую позицию на рынке игровых приставок, и месть от Sony стала успешной.
К 1998 году компания Sega, столкнувшись с уменьшением доли рынка и значительными финансовыми потерями, выпустила игровую системы Dreamcast в попытке сохранить свои позиции в индустрии. Несмотря на успешный запуск, технически превосходящая 128-битная консоль не смогла преодолеть доминирование Sony на рынке. К концу 1999 года Sony контролировала 60 % североамериканского рынка видеоигр. Первоначальная уверенность Sega в новой игровой системе пошатнулась из-за низких продаж в Японии, где потребители возвращали Dreamcast в обмен на программное обеспечение для PlayStation. 2 марта 1999 года Sony анонсировала наследницу своей первой приставки, PlayStation 2. По словам Кутараги, новая игровая система должна была обладать графическим процессором, способным обрабатывать больше полигонов, чем любая другая игровая система в истории, приближаясь по мощности к суперкомпьютерам.
PlayStation продолжала успешно продаваться на рубеже тысячелетий: в июне 2000 года Sony выпустила PSOne — уменьшенную версию своей игровой системы, которая превзошла по продажам все остальные приставки в том году, включая PlayStation 2. Переработанная PSone также получила опциональный аксессуар в виде жидкокристаллического дисплея, и благодаря обновлению смогла сохранить спрос. Sega же, не выдержав дальнейшей конкуренции и с PSOne, и с PlayStation 2, в январе 2001 года анонсировала прекращение производства Dreamcast с марта того же года и уход с рынка игровых приставок с переориентацией на издательство игр. Производство оригинальной PlayStation было остановлено 23 марта 2006 года, спустя более одиннадцати лет после выхода и менее чем за год до дебюта PlayStation 3. Всего было продано более 100 млн единиц.

## Технические характеристики
Основным микропроцессором PlayStation является 32-разрядный LSI R3000 с тактовой частотой 33,86 МГц и производительностью 30 MIPS. Процессор активно использует разработанный Кутараги сопроцессор, расположенный на том же кристалле и предназначенный для трёхмерных вычислений и матричной математики, что обеспечивает необходимую скорость обработки сложной трехмерной графики. Отдельный графический процессор (GPU) отвечает за отрисовку двумерных полигонов, наложение теней и текстур, выполняя функцию растеризации в графическом конвейере. Звуковой чип Sony поддерживает ADPCM-источники с 24 звуковыми каналами, обеспечивает частоту дискретизации до 44,1 кГц и возможность MIDI-секвенирования. Вся система оснащена 2 МБ основной оперативной памяти и 1 МБ видеопамяти. PlayStation способна отображать до 16,7 миллионов цветов. Вывод изображения осуществляется через разъем AV Multi в форматах композитного, S-Video или RGB-сигнала (ранние модели также имели RCA-разъемы для композитного сигнала). Поддерживаемые разрешения варьируются от 256×224 до 640×480 пикселей, при этом разные игры могут использовать различные разрешения.
PlayStation использует проприетарный блок видеосжатия MDEC, интегрированный в центральный процессор. Это позволяет воспроизводить полноэкранное видео более высокого качества по сравнению с другими игровыми системами того поколения. Необычным для своего времени решением стало отсутствие в PlayStation выделенного графического процессора двухмерной графики. Вместо этого двухмерные элементы рассчитываются как полигоны с помощью блока геометрических преобразований (GTE), после чего обрабатываются и выводятся на экран графическим процессором. В процессе работы графический процессор способен генерировать до 4000 спрайтов и 180 000 полигонов в секунду, а также до 360 000 полигонов в секунду при плоском затенении.

## Игры
На момент 30 сентября 2007 года во всем мире было выпущено 7918 наименований игр и другого программного обеспечения для PlayStation общим количеством 961 миллион штук. Последней игрой, выпущенной в Соединённых Штатах стала FIFA Football 2005. Тем не менее 8 июля 2006 года в Японии состоялся выход сборника Silent Hill Complete Set, в который вошло переиздание первой части Silent Hill, а 26 июля 2007 года в Японии и 18 марта 2008 года в США, состоялся выпуск сборника Metal Gear Solid: The Essential Collection, в который вошла игра Metal Gear Solid. Кроме того, в 2011 году Capcom выпустила сборник Resident Evil 15th Anniversary Collection, который содержал переиздание Resident Evil 2 и 3.

## Варианты
В течение периода производства PlayStation имела несколько вариантов, каждый из которых имел собственный номер изделия. Снаружи это выглядело как постепенное уменьшениe числа внешних разъёмов устройства. Этот процесс начался довольно рано — оригинальная японская версия (SCPH-1000) имела порт S-Video, который был убран уже в следующей редакции. Это также привело к странной ситуации, когда американская и европейская версии с тем же номером (SCPH-100x), что и японская версия, имели аппаратные различия (чип ревизии C и порт S-Video) — они были аналогичны японской модели SCPH-3000.
С выпуском следующей серии (SCPH-500x), номера были вновь синхронизированы. Был сделан ряд изменений внутри устройства (передвинут CD-привод, упрощено экранирование, упрощена разводка блока питания), разъёмы RCA и RFU убраны с задней панели приставки. Эта серия также включает модели SCPH-550x и SCPH-555x, но их появление связано скорее с изменением комплектации, чем с новыми аппаратными редакциями.
Затем последовали серии SCPH-700x и SCPH-750x, внешне они не отличаются от систем SCPH-500x, но имеют внутренние отличия, сделанные для удешевления производства устройства (например, системное ОЗУ собрано из 4-х чипов в один, CD-контроллер собран в один чип из трёх).
Последней ревизией оригинальной PlayStation стала серия SCPH-900x — она содержала ту же аппаратную часть, что и серия SCPH-750x, за исключением того, что был удалён параллельный порт и несколько уменьшен размер печатной платы. Устранение параллельного порта было сделано потому, что для него не было выпущено ни одного официального дополнения, а также из-за того, что порт использовался для обхода защиты от копирования.

### PSone
PSone (также PSOne, PS one и PS1), выпущенная в 2000 году — более компактная и несколько переработанная версия игровой приставки PlayStation. PSone примерно на треть меньше оригинальной консоли (38 × 193 × 144 мм против 45 × 260 × 185 мм). Она была выпущена 7 июля 2000 года и до конца года её продажи превосходили продажи всех других консолей, включая даже совершенно новую PlayStation 2. Sony также выпустила небольшой ЖК-экран и адаптер для подключения устройства к автомобильному прикуривателю, а также специальный адаптер для подключения мобильного телефона для загрузки из интернета программного обеспечения и обмена данными с другими пользователями PSone. Эта спецификация (с мобильным телефоном) не пошла в глобальное производство во всех регионах, и продавалась некоторое время только в Японии. С этого момента, PlayStation получила официальное сокращение PSone и PS1.
PSone сохранила полную совместимость со всем программным обеспечением (играми и программами типа «Взломщик кодов») PlayStation. Новый вариант консоли имел всего три отличия от «классической» модели: первое — косметические изменение внешнего вида, второе — изменения во встроенном в приставку графическом интерфейсе меню управления картой памяти и CD-проигрывателем, и третье — переработка разводки материнской платы, из-за чего стало невозможным использование старых мод-чипов. Кроме того, PSone потерял последовательный порт, который позволял объединить несколько консолей для многопользовательской игры.

### Отладочная модель
Существовала версия приставки, окрашенная в синий цвет, в отличие от обычной версии серого цвета. Этот вариант предназначался для разработчиков и некоторых представителей прессы (тем не менее, несколько экземпляров этой модели появлялись на вторичном рынке по довольно высоким ценам). На техническом уровне эта модель была почти полностью идентична модели, продавашейся в розницу, отличия заключались только в контроллере диска: он не требовал наличия кода региона, поскольку предназначался для использования с носителями CD-R для отладки. Это позволяло запускать игры с дисков, предназначенных для других регионов, но эта возможность официально не поддерживалась; для каждого региона предлагалась своя версия Debugging Station.
Более поздние версии отладочной модели были зелёного цвета. Это отличие не было чисто косметическим: синие модели (DTL-H100x, DTL-H110x) содержали чип ревизии B, такой же как в ранних розничных моделях (этот чип имел ошибки, которые приходилось обходить в программном обеспечении), зелёные модели (DTL-H120x) — чип ревизии C. Необходимым тестом было тестирование программы на обеих моделях — синей и зелёной. Вопреки распространённому мнению, объём памяти отладочной модели был таким же, как и в розничной — 2 МБ. Содержимое ПЗУ было почти идентично, единственное различие состояло в том, что отладочные вызовы printf() отсылали строку в последовательный порт, если только он не был открыт для обмена самой программой.

### Net Yaroze
Данная вариация консоли PlayStation предназначалась для любительской разработки игр под PlayStation. При заявленной стоимости в 750 долларов США Net Yaroze была гораздо дороже, чем оригинальная PlayStation, чёрного цвета, и, что более важно, продавалась с инструментарием и инструкциями, которые позволяли пользователям создавать собственные игры и программы для PlayStation без лицензии разработчика, стоившей в несколько раз дороже самой консоли и выдававшейся только официальным разработчикам Sony. Тем не менее, Net Yaroze была хуже, чем девелоперская версия консоли. Программисты были ограничены 2 МБ, в которых им приходилось втискивать свою игру. Кроме того, пользователь не мог официально писать свои игровые диски. Количество памяти может показаться маленьким, но игры, такие как Ridge Racer, запускались прямо из системной памяти (исключая аудиотреки). Кроме того, это единственная официальная версия Sony PlayStation без региональной защиты; она могла запускать игры любого региона.

## Лицензионная защита и компьютерное пиратство
Диски, изготовленные Sony для её консоли, изначально проектировались для того, чтобы их нельзя было скопировать на обычные CD-R. Несмотря на то, что Sony позиционировала оригинальные диски, изготовленные из чёрного пластика как одну из форм защиты от копирования, на деле это было не так — чёрный пластик был прозрачен для инфракрасных лучей, используемых во всех лазерах CD-ROM приводов. На деле защита производилась с помощью специальной последовательности данных, находившихся в pregap-области диска и кодировавшихся частотой колебания (так называемая «wobble frequency»), которую производил лазерный сенсор привода, пытающийся прочесть эту область. Эта частота регистрировалась контроллером привода консоли и игнорировалась при чтении обычным приводом компакт-дисков. Привод принимал диски только с корректной последовательностью байт (на Audio-CD это ограничение не распространялось). Реализация региональной защиты также использовала этот подход: для каждого региона была собственная частота колебания, при попытке запустить игру из чужого региона диск не считывался. Поскольку эти данные могли заноситься только при производстве компакт-дисков на заводе, простое клонирование компакт-диска с игрой для PlayStation с помощью привода CD-RW было бесполезным. Однако на деле данный способ защиты обладал значительным изъяном: диск проверялся только во время первичной загрузки игры, поэтому, чтобы обойти защиту, достаточно было вставить в привод консоли лицензионный диск, а затем подменить его нелицензионным диском после чтения необходимой последовательности. Это метод, названный «Swap Trick», мог осуществляться на любой консоли первых ревизий (SCPH-100X и SCPH-3000). Пытаясь бороться с этим, в более поздних ревизиях консоли Sony ввела дополнительные проверки наличия лицензионного диска, однако и этот подход обходился с помощью двойного «Swap Trick»: пользователь подменял диск два раза, чтобы загрузить игру с нелицензионного носителя. Этот способ оставался действенным, хотя интенсивно изнашивал механизмы привода компакт-дисков.
Более удобный способ обхода проверки диска заключался в так называемом «чипировании» консоли: в материнскую плату консоли впаивался мод-чип, который при необходимости выдавал контроллеру CD-привода нужную последовательность байт и тем самым обходил не только лицензионные проверки, но и региональную защиту. С появлением мод-чипов консоль стала очень привлекательной как для компьютерных пиратов, так и для игроков, что ещё больше подхлестнуло её популярность.
Разработчиками игр производились собственные проверки, например, Spyro: Year of the Dragon обладала более изощрённой проверкой не только оригинальности диска, но и целостности файлов игры для защиты от взлома. В случае выявления нарушения целостности игра никак не выдавала этого до тех пор, пока игрок не достигнет определённого этапа, после чего делает прохождение игры практически невозможным с помощью удаления ключевых предметов из инвентаря и сохранений игрока, а также случайных «вылетов» при различных игровых ситуациях.

## Наследники
Наследницей приставки стала PlayStation 2, которая имеет обратную совместимость со своей предшественницей, то есть может запускать и проигрывать почти любую игру PlayStation. Это достигается тем, что центральный процессор PlayStation встроен в PlayStation 2; для игр PlayStation 2 он играет роль процессора ввода-вывода. Тем не менее, существует несколько несовместимых игр; большинство из них выходили только в Японии.
Третье поколение систем PlayStation известно как PlayStation 3 или PS3, выпуск которой состоялся 11 ноября 2006 года в Японии, 17 ноября 2006 г в США и 23 марта 2007 г в Европе. PlayStation 3 сохраняет обратную совместимость со всеми играми, созданными для PlayStation, а также со всеми играми PlayStation 2. Однако появившаяся 20 августа 2008 года версия PlayStation 3 не поддерживает игры от PlayStation 2, а также некоторые игры от PlayStation 1.
PlayStation Portable (PSP) — портативная (наладонная) консоль, выпущенная в конце 2004 года. Поддерживает эмуляцию игр PlayStation, где их можно купить в PlayStation Store, или же использовать эмулятор.
PlayStation Vita — вторая портативная консоль, выпущенная в конце 2011 года.

### Модели PlayStation
| Модель:   | Корпус:           | BIOS:                   | Hardware: | Регион:  | A/V Direct Out: | Parallel Port: | Serial Port: | Sound Scope: | Комментарии: |
| --------- | ----------------- | ----------------------- | --------- | -------- | --------------- | -------------- | ------------ | ------------ | --- |
| SCPH-1000 | Первичный (Серый) | 1.0 (22/09/94)          | Rev. A    | NTSC-J   | Да              | Да             | Да           | Нет          | Пропуск FMV. S-Video выход. |
| SCPH-1001 | Первичный         | 2.2 (04/12/95)          | Rev. B    | NTSC-U/C | Да              | Да             | Да           | Нет          | S-Video выход удалён. Пропуск FMV. Основано на SCPH-3000 серии. |
| SCPH-1002 | Первичный         | 2.0 (10/05/95)          | Rev. B    | PAL      | Да              | Да             | Да           | Нет          | S-Video выход удалён. Пропуск FMV. Основано на SCPH-3000 серии. |
| SCPH-1002 | Первичный         | 2.1 (17/07/95)          | Rev. B    | PAL      | Да              | Да             | Да           | Нет          | S-Video выход удалён. Пропуск FMV. Основано на SCPH-3000 серии. |
| SCPH-1002 | Первичный         | 2.2 (04/12/95)          | Rev. B    | PAL      | Да              | Да             | Да           | Нет          | S-Video выход удалён. Пропуск FMV. Основано на SCPH-3000 серии. |
| SCPH-3000 | Первичный         | 1.1 (22/01/95)          | Rev. B    | NTSC-J   | Да              | Да             | Да           | Нет          | Пропуск FMV. Самые ранние копии имели плату PU-7, в других подразделениях была панель PU-8, такая как SCPH-1002. |
| SCPH-3500 | Первичный         | 2.1 (17/07/95)          | Rev. B    | NTSC-J   | Да              | Да             | Да           | Нет          | Пропуск FMV. |
| SCPH-5000 | Первичный         | 2.2 (04/12/95)          | Rev. C    | NTSC-J   | Да              | Да             | Да           | Нет          | Усиление каркаса линзы и усиление мощности, устранение проблем с прохождением FMV. Чтобы избежать пиратства сборка линз подстроена специально под чёрные диски. |
| SCPH-5500 | Первичный         | 3.0 (09/09/96)          | Rev. C    | NTSC-J   | Нет             | Да             | Да           | Нет          | CD-ROM привод передвинут вправо. A/V direct out и RFU разъёмы удалены. Модели консолей синхронизированы во всем мире. SCPH-5552: Существует редкая модель чёрного цвета с эмблемой фильма Люди в чёрном на крышке CD-лотка. SCPH-5903: Единственная модель консоли способная воспроизводить видео CD. Так же в этой модели присутствует RCA разъём, как в ранних моделях PlayStation.          |
| SCPH-5501 | Первичный         | 3.0 (18/11/96)          | Rev. C    | NTSC-U/C | Нет             | Да             | Да           | Нет          | CD-ROM привод передвинут вправо. A/V direct out и RFU разъёмы удалены. Модели консолей синхронизированы во всем мире. SCPH-5552: Существует редкая модель чёрного цвета с эмблемой фильма Люди в чёрном на крышке CD-лотка. SCPH-5903: Единственная модель консоли способная воспроизводить видео CD. Так же в этой модели присутствует RCA разъём, как в ранних моделях PlayStation.          |
| SCPH-5502 | Первичный         | 3.0 (06/01/97)          | Rev. C    | PAL      | Нет             | Да             | Да           | Нет          | CD-ROM привод передвинут вправо. A/V direct out и RFU разъёмы удалены. Модели консолей синхронизированы во всем мире. SCPH-5552: Существует редкая модель чёрного цвета с эмблемой фильма Люди в чёрном на крышке CD-лотка. SCPH-5903: Единственная модель консоли способная воспроизводить видео CD. Так же в этой модели присутствует RCA разъём, как в ранних моделях PlayStation.          |
| SCPH-5503 | Первичный         | Неизвестно (Неизвестно) | Rev. C    | NTSC-J   | Нет             | Да             | Да           | Нет          | CD-ROM привод передвинут вправо. A/V direct out и RFU разъёмы удалены. Модели консолей синхронизированы во всем мире. SCPH-5552: Существует редкая модель чёрного цвета с эмблемой фильма Люди в чёрном на крышке CD-лотка. SCPH-5903: Единственная модель консоли способная воспроизводить видео CD. Так же в этой модели присутствует RCA разъём, как в ранних моделях PlayStation.          |
| SCPH-5552 | Первичный         | 3.0 (06/01/97)          | Rev. C    | PAL      | Нет             | Да             | Да           | Нет          | CD-ROM привод передвинут вправо. A/V direct out и RFU разъёмы удалены. Модели консолей синхронизированы во всем мире. SCPH-5552: Существует редкая модель чёрного цвета с эмблемой фильма Люди в чёрном на крышке CD-лотка. SCPH-5903: Единственная модель консоли способная воспроизводить видео CD. Так же в этой модели присутствует RCA разъём, как в ранних моделях PlayStation.          |
| SCPH-5903 | Первичный (белый) | Неизвестно (Неизвестно) | Rev. C    | NTSC-J   | Да              | Да             | Да           | Нет          | CD-ROM привод передвинут вправо. A/V direct out и RFU разъёмы удалены. Модели консолей синхронизированы во всем мире. SCPH-5552: Существует редкая модель чёрного цвета с эмблемой фильма Люди в чёрном на крышке CD-лотка. SCPH-5903: Единственная модель консоли способная воспроизводить видео CD. Так же в этой модели присутствует RCA разъём, как в ранних моделях PlayStation.          |
| SCPH-7000 | Первичный         | 4.0 (18/08/97)          | Rev. C    | NTSC-J   | Нет             | Да             | Да           | Да           | DualShock стал поставляться вместе с консолями. Представлен Sound Scope. Начало сокращения производственных затрат началось с этой модели. Число чипов памяти и контроллеров CD-ROM было сокращено, другие компоненты были упрощены. SCPH-7000, SCPH-7001, и SCPH-7002: Доступны модели с окраской «Midnight Blue» (промо-приставки, изготовленные в честь продажи 10-миллионной PlayStation). |
| SCPH-7001 | Первичный         | 4.1 (16/12/97)          | Rev. C    | NTSC-U/C | Нет             | Да             | Да           | Да           | DualShock стал поставляться вместе с консолями. Представлен Sound Scope. Начало сокращения производственных затрат началось с этой модели. Число чипов памяти и контроллеров CD-ROM было сокращено, другие компоненты были упрощены. SCPH-7000, SCPH-7001, и SCPH-7002: Доступны модели с окраской «Midnight Blue» (промо-приставки, изготовленные в честь продажи 10-миллионной PlayStation). |
| SCPH-7002 | Первичный         | 4.1 (16/12/97)          | Rev. C    | PAL      | Нет             | Да             | Да           | Да           | DualShock стал поставляться вместе с консолями. Представлен Sound Scope. Начало сокращения производственных затрат началось с этой модели. Число чипов памяти и контроллеров CD-ROM было сокращено, другие компоненты были упрощены. SCPH-7000, SCPH-7001, и SCPH-7002: Доступны модели с окраской «Midnight Blue» (промо-приставки, изготовленные в честь продажи 10-миллионной PlayStation). |
| SCPH-7003 | Первичный         | 3.0 (18/11/96)          | Rev. C    | NTSC-J   | Нет             | Да             | Да           | Да           | DualShock стал поставляться вместе с консолями. Представлен Sound Scope. Начало сокращения производственных затрат началось с этой модели. Число чипов памяти и контроллеров CD-ROM было сокращено, другие компоненты были упрощены. SCPH-7000, SCPH-7001, и SCPH-7002: Доступны модели с окраской «Midnight Blue» (промо-приставки, изготовленные в честь продажи 10-миллионной PlayStation). |
| SCPH-7500 | Первичный         | Неизвестно (Неизвестно) | Rev. C    | NTSC-J   | Нет             | Да             | Да           | Да           | DualShock стал поставляться вместе с консолями. Представлен Sound Scope. Начало сокращения производственных затрат началось с этой модели. Число чипов памяти и контроллеров CD-ROM было сокращено, другие компоненты были упрощены. SCPH-7000, SCPH-7001, и SCPH-7002: Доступны модели с окраской «Midnight Blue» (промо-приставки, изготовленные в честь продажи 10-миллионной PlayStation). |
| SCPH-7501 | Первичный         | 4.1 (16/12/97)          | Rev. C    | NTSC-U/C | Нет             | Да             | Да           | Да           | DualShock стал поставляться вместе с консолями. Представлен Sound Scope. Начало сокращения производственных затрат началось с этой модели. Число чипов памяти и контроллеров CD-ROM было сокращено, другие компоненты были упрощены. SCPH-7000, SCPH-7001, и SCPH-7002: Доступны модели с окраской «Midnight Blue» (промо-приставки, изготовленные в честь продажи 10-миллионной PlayStation). |
| SCPH-7502 | Первичный         | 4.1 (16/12/97)          | Rev. C    | PAL      | Нет             | Да             | Да           | Да           | DualShock стал поставляться вместе с консолями. Представлен Sound Scope. Начало сокращения производственных затрат началось с этой модели. Число чипов памяти и контроллеров CD-ROM было сокращено, другие компоненты были упрощены. SCPH-7000, SCPH-7001, и SCPH-7002: Доступны модели с окраской «Midnight Blue» (промо-приставки, изготовленные в честь продажи 10-миллионной PlayStation). |
| SCPH-7503 | Первичный         | 4.1 (16/12/97)          | Rev. C    | NTSC-J   | Нет             | Да             | Да           | Да           | DualShock стал поставляться вместе с консолями. Представлен Sound Scope. Начало сокращения производственных затрат началось с этой модели. Число чипов памяти и контроллеров CD-ROM было сокращено, другие компоненты были упрощены. SCPH-7000, SCPH-7001, и SCPH-7002: Доступны модели с окраской «Midnight Blue» (промо-приставки, изготовленные в честь продажи 10-миллионной PlayStation). |
| SCPH-9000 | Первичный         | 4.0 (18/08/97)          | Rev. C    | NTSC-J   | Нет             | Нет            | Да           | Да           | Удалён параллельный порт. Уменьшен размер системной печатной платы. Устанавливались высококачественные приводы CD-ROM. |
| SCPH-9001 | Первичный         | 4.1 (16/12/97)          | Rev. C    | NTSC-U/C | Нет             | Нет            | Да           | Да           | Удалён параллельный порт. Уменьшен размер системной печатной платы. Устанавливались высококачественные приводы CD-ROM. |
| SCPH-9002 | Первичный         | 4.1 (16/12/97)          | Rev. C    | PAL      | Нет             | Нет            | Да           | Да           | Удалён параллельный порт. Уменьшен размер системной печатной платы. Устанавливались высококачественные приводы CD-ROM. |
| SCPH-9003 | Первичный         | Неизвестно (Неизвестно) | Rev. C    | NTSC-J   | Нет             | Нет            | Да           | Да           | Удалён параллельный порт. Уменьшен размер системной печатной платы. Устанавливались высококачественные приводы CD-ROM. |
| SCPH-100  | PSone (Белый)     | 4.3 (11/03/00)          | Rev. C    | NTSC-J   | Нет             | Нет            | Нет          | Да           | Более компактная и несколько переработанная версия игровой приставки PlayStation. Контроллер геймпадов и разъём для карт памяти интегрированы в основную плату. Удалён последовательный порт. Блок питания стал внешним. |
| SCPH-101  | PSone (Белый)     | 4.5 (25/05/00)          | Rev. C    | NTSC-U/C | Нет             | Нет            | Нет          | Да           | Более компактная и несколько переработанная версия игровой приставки PlayStation. Контроллер геймпадов и разъём для карт памяти интегрированы в основную плату. Удалён последовательный порт. Блок питания стал внешним. |
| SCPH-102  | PSone (Белый)     | 4.4 (24/03/00)          | Rev. C    | PAL      | Нет             | Нет            | Нет          | Да           | Более компактная и несколько переработанная версия игровой приставки PlayStation. Контроллер геймпадов и разъём для карт памяти интегрированы в основную плату. Удалён последовательный порт. Блок питания стал внешним. |
| SCPH-102  | PSone (Белый)     | 4.5 (25/05/00)          | Rev. C    | PAL      | Нет             | Нет            | Нет          | Да           | Более компактная и несколько переработанная версия игровой приставки PlayStation. Контроллер геймпадов и разъём для карт памяти интегрированы в основную плату. Удалён последовательный порт. Блок питания стал внешним. |
| SCPH-103  | PSone (Белый)     | Неизвестно (Неизвестно) | Rev. C    | NTSC-J   | Нет             | Нет            | Нет          | Да           | Более компактная и несколько переработанная версия игровой приставки PlayStation. Контроллер геймпадов и разъём для карт памяти интегрированы в основную плату. Удалён последовательный порт. Блок питания стал внешним. |